# Z Piscium
Z Piscium (Z Psc) es una estrella variable en la constelación de Piscis. Se encuentra a una distancia aproximada de 1520 años luz del sistema solar.
Z Piscium es una estrella de carbono de tipo espectral CV2 con una temperatura superficial de 3170 ± 130 K.
Su luminosidad bolométrica —considerando todas las longitudes de onda— es 5550 veces mayor que la luminosidad solar.
La medida de su diámetro angular en banda K —4,91 ± 0,7 milisegundos de arco— permite estimar su diámetro real, unas 250 veces más grande que el solar; dicho valor, al depender de la distancia, es sólo aproximado.
En cuanto a su masa, de acuerdo a modelos teóricos ésta puede ser de 1 o 2 masas solares.
En las estrellas de carbono, al contrario que en la mayor parte de las estrellas incluyendo al Sol, la abundancia de carbono es mayor que la de oxígeno; así, la relación carbono-oxígeno en Z Piscium es de 1,014.
Además, son estrellas que experimentan una importante pérdida de masa estelar; Z Piscium lo hace a razón de 6,1 × 10-8 masas solares por año.
Catalogada como variable semirregular SRB, el brillo de Z Piscium varía entre magnitud aparente +8,8 y +10,1 en un período de 144 días.